# Маточкин, Александр Александрович
Александр Александрович Маточкин (род. 20 февраля 1978, Североморск, Мурманская область, СССР) — русский этнический певец, исполнитель, фольклорист, сказитель, собиратель, аранжировщик, переводчик.

## Биография
Александр Маточкин родился в г. Североморске. В 1995 году переехал в г. Санкт-Петербург. С 1996 года учится на историческом факультете СПбГУ, на кафедре археологии до 2000 года. В 2000 году перевелся на  филологический факультет. В 2005 году окончил бакалавриат на кафедре математической лингвистики. В 2007 году окончил магистратуру на кафедре истории русской литературы, магистерскую диссертацию написал по былинам. Также учился в аспирантуре по фольклористике (2007-2010), где тоже занимался былинами.
Участвовал в экспедициях: археологические экспедиции Государственного Эрмитажа на Смоленщину и Псковщину (1996-1999), занимался раскопками позднего каменного и железного века, занимался керамикой, там начал самостоятельно собирать устную народную словесность; фольклорно-этнографические экспедиции кабинета фольклора филологического факультета СПбГУ на Вологодчину (2002, 2006), на Мезень (2008, 2009), в Лешуконье и на Печору (2010); самостоятельные фольклорные экспедиции на Вологодчину, Печору, Псковщину (2014-2016).
В 1998 году Александр вступает в состав фольклорного ансамбля СПбГУ.

## Дискография
- Сказки вологодские и архангельские.
- Сказки и сказы Бориса Шергина
- Сказки (совместно с группой Volchok). Дата выхода - 13 марта 2020 г.

## Основные публикации
- http://anthropologie.kunstkamera.ru/files/pdf/016online/matochkin.pdf: Индивидуальные особенности квантитативности песенного стиха печорских сказителей // Антропологический форум. 2012. № 16
- Похоронно-поминальная причетная традиция Мезенского района Архангельской области в записях 2007-2009 гг. // Речевая и обрядовая культура Русского Севера. СПб., 2012. С. 274-360;
- Письменное бытование священных текстов (молитва, заговор, духовный стих) в Кирилловском районе Вологодской области (на примере тетради К.Н. Копосовой) // // Речевая и обрядовая культура Русского Севера. СПб., 2012. С. 209-230.
- Непесенная форма устной песенной поэзии: полевая запись и бытование в традиции. // Речевая и обрядовая культура Русского Севера. СПб., 2012. С. 84-91.
- Современный потенциал "музыкальной" теории фольклорного стиха // Отечественное стиховедение: 100-летние итоги и перспективы развития. СПб., 2010. С. 45-52